# Джерело Медведка
Джерело́ Медве́дка — гідрологічна пам'ятка природи місцевого значення в Україні. Розташована в межах Гощанського району Рівненської області, на захід від села Бугрин, на околиці села Новоставці. 
Площа 1,6 га. Статус надано згідно з рішенням облради від 27.05.2005 року № 584. Перебуває у віданні Бугринської сільської ради. 
Статус надано з метою збереження природного джерела з чистою водою. Поруч зростають водно-болотні та лучні види рослин. Гніздяться водно-болотні птахи.